# When a Man's Married His Trouble Begins
When a Man's Married His Trouble Begins és una comèdia muda de la Vitagraph protagonitzada per James Morrison i Mabel Normand. Es va estrenar el 16 de maig de 1911. Es considera una pel·lícula perduda.

## Argument
Jack i Mabel estan casats i tenen un bon nivell de vida. Com que Jack es troba estressat de la feina Mabel el convenç que demani unes vacances i que viatgi una mica. Li demana que faci fotos per a que ella les pugui veure al seu retorn. Malauradament, un dia intercanvia per error la seva càmera fotogràfica amb la d'un reporter amic seu. Quan en tornar la dona veu les fotos s'escandalitza ja que totes són de noies que estan posant. En realitat, el reporter feia un reportatge sobre una revista de varietats. Quan sembla que tot acabarà amb un divorci apareix el reporter i desfà el malentès.

## Repartiment
- James Morrison (Jack Howard)
- Mabel Normand (Mabel)
- Edward R. Phillips (el reporter)
- Hazel Neason